# Palmarés do Vitória Sport Clube
A lista abaixo contém os principais Títulos e Troféus da história do Vitória Sport Clube, incluindo as categorias profissionais e as divisões de base. Também constam os principais troféus obtido pelo clube nas modalidades coletivas e individuais.

## Futebol
Atualizado em 10 de junho de 2024

### Nacionais
- Taça de Portugal: 2012/13 (SL Benfica 1-2 Vitória SC)[2]
- Supertaça de Portugal: 1987/88 (Vitória SC 2-0 FC Porto e FC Porto 0-0 Vitória SC)[3]
- Vice Campeão da Taça de Portugal: 6 vezes (1941/42; 1962/63; 1975/76; 1987/88; 2010/11; 2016/17)[4]
- Vice Campeão da Supertaça de Portugal: 3 vezes (2011, 2013, 2017)[5]

### Regionais[6]
- 3 vezes Campeão do Minho: (1938/39, 1939/40 e 1940/41)[7][8]
- 12 vezes Campeão Regional de Braga: (1933/34, 1936/37, 1937/38, 1938/39, 1939/40, 1940/41, 1941/42, 1942/43, 1943/44, 1944/45, 1945/46 e 1946/47)[9][10]
- 4 vezes vencedor da Taça de Honra AF Braga: (1978/79, 1981/82, 1982/83 e 1983/84)
- 1 vez Campeão da Taça AF Braga: (1964/65)
- 2 vezes Campeão da 1ª Divisão AF Braga: (1933/34 e 1936/37)
- 8 vezes vencedor do Campeonato de Reservas da AF Braga: (1962/63, 1963/64, 1964/65, 1965/66, 1966/67, 1967/68, 1968/69 e 1971/72)

### Troféus Prestigiantes
- Troféu Villa de Gijón em 2012[11]
- Troféu Juan Acuña em 2007[12]
- Taça Cidade de Albufeira em 2007[13]
- Troféu Cidade de Vigo em 2004[14]
- Troféu do Guadiana em 2001
- Troféu Memorial Quinocho em 1997[15]
- Troféu Luís Otero em 1978
- Troféu Somelos Helança em 1969
- Troféu Clermont Ferrand, ganho ao Olympique Lyon em 1969
- Vice-campeão da Pequena Taça do Mundo em 1966
- 6 Troféus ganhos, numa digressão em 1966 aos Estados Unidos da América, e onde se destacaram, os que deram os triunfos, nas partidas com o AEK Atenas por 1-0, e com o Estrela Vermelha de Belgrado após a marcação de grandes penalidades, e que levaram alto o nome do Vitória Sport Club no Continente Norte - Americano.
- 11 Troféus Conquistados, numa digressão em 1959 a África, mais concretamente Angola, Moçambique e África do Sul, (onde ganhou todas as partidas realizadas com a excepção de uma, com uma formação da África do Sul com a qual empatou),e que fez eco de grande destaque na imprensa nacional. Na Cidade Berço, a Equipa foi recebida de forma apoteótica, por milhares de Vitorianos e Vimaranenses, que tributaram estas Conquistas.

### Outros Troféus
- Liga do Futuro em 2010/11
- Troféu Cidade de Guimarães Património Mundial da Humanidade em 2007, após vencer o Deportivo La Coruña[16]
- Inúmeras Taças Amizades do Minho, ganhas ao SC Braga
- Taça Cidade de Vizela em 2002, 2003 e 2004
- Troféu Cidade das Caldas da Rainha em 2002, após vencer o Caldas SC e a Académica de Coimbra
- Torneio de Verão da Cidade da Póvoa de Varzim em 1986, 1988 e 2025
- Taça Concórdia em 1935 ganha ao SC Braga

### Futebol de Formação
- Campeonato Português de Juniores: 1990/91 (Vitória SC 0-0 Sporting CP, vencido após grandes penalidades)
- Campeonato Português de Iniciados: 1995/96 (Vitória SC 1-0 SL Benfica)
- Campeonato Português de Juvenis: 2013/14 (Formato liga)

### Futebol Veteranos
- Liga Portugal Legends 2023 (3-1 frente ao Benfica)[17]

### Futebol Feminino
- Campeonato Nacional II Divisão Feminino: 2024/25[18]

## Voleibol

### Masculino
- Taça Federação: 2018/19
- Taça de Portugal de Voleibol 2008/09
- Campeonato Português de Voleibol 1ª Divisão A1: 2007/08
- Campeonato Português de Voleibol 1ª Divisão A2: 2000/01
- Campeonato Português de Voleibol 2ª Divisão: 1999/00
- Equipa B Campeonato Português de Voleibol 3ª Divisão: 2010/11
- Campeonato Português de Voleibol de Infantis: 2007/08

### Feminino
- Taça Federação: 2023/24
- Campeonato Português de Voleibol da 2ª divisão: 2 vezes (1980/81 e 2006/07)
- Campeonato Português de Voleibol de Juniores: 1981/82
- Campeonato Português de Voleibol de Iniciados: 2 vezes (1983/84 e 2007/08)
- Campeonato Português de Voleibol de Juvenis: 1985/86

## Basquetebol

### Masculino
- Taça de Portugal de Basquetebol: 2007/08 e 2012/13
- Troféu António Pratas: 2008/09
- Campeonato Português da Proliga de Basquetebol: 2006/07
- Taça Portugal de Basquetebol de Juniores: 2006/07

### Feminino
- Campeonato Nacional da 1ª Divisão: 2016/17
- Vice Campeões da Taça de Portugal de Basquetebol: 2018/19, 2020/21
- Vice Campeões da Supertaça Portuguesa de Basquetebol: 2019/20, 2021/22

### Formação
- Campeão Distrital Cadetes Femininos: 2007/08
- Campeão Distrital Cadetes Masculinos: 2007/08
- Campeão Distrital Juniores Femininos: 2007/08
- Campeão Distrital Juniores A Masculinos: 2007/08
- Vencedor da Taça Nacional Zona Norte: 2007/08

## Andebol

### Masculino
- Campeão Nacional da II Divisão: 2022/23

- Campeonato Nacional da III Divisão: 2020/21
- Campeonato Português de Andebol em Infantis: 1989/90 e 1990/91

## Polo Aquático

### Masculino
- Campeonato Nacional de Polo Aquático: 2018/19, 2020/21, 2021/22, 2022/23, 2024/25
- Campeonato Nacional da Segunda Divisão de Polo Aquático: 2003/04
- Taça de Portugal: 2020/21, 2024/25
- Supertaça de Portugal: 2019, 2021, 2023, 2024
- Equipa B Campeão Nacional da 2ª divisão: 2020/21
- Campeão Nacional de Juvenis sub-17: 2013/14, 2015/16

## Futebol de Praia

### Masculino
- Campeonato de Elite: 2010/11

## Hóquei em Patins

### Masculino
- Campeões Regional do Minho: 1957
- Taça do Minho: 1955

## Kickboxing

### Masculino
- Campeão Mundial no ISKA World Championships (categoria +91 kg): 2022 (Atleta: Nuno Mendes).[19]
- Campeão Ibérico: 2012 (Atleta: António Sousa).
- Campeão Mundial de Kickboxing na disciplina de Full-Contact: 2012 (Atleta: António Sousa).
- Campeão Ibérico da divisão de profissionais: 2011 (Atleta: Fernando "Zenga" Machado).
- Campeão do Mundo(categoria 88 kg): 2009 (Atleta: António Sousa).
- Campeonato Intercontinental de Kickboxing (categoria 94 kg): 2007/08 (Atleta: António Sousa).
- Campeonato Mundial de Kickboxing (categoria -54 kg): 2007/08 (Atleta: Fernando “Zenga” Machado).
- Campeonato Português de Kickboxing K1: 2007/08, 2008/09, 2009/10, 2010/11 e 2011/12
- Campeonato Europeu de Kickboxing (categoria -54 kg): 2008/09 (Atleta: Fernando “Zenga” Machado).

### Feminino
- Campeonato Europeu de Kickboxing (categoria -54 kg): 2008/09 (Atleta: Susana Rosa).

## Muay Thai
- Campeonato Mundial de Muay Thai (categoria -54 kg):  2007/08 (Atleta: Fernando “Zenga” Machado).

## Boxe
- Campeão Mundial de IBO (categoria Super Welterweight -70 Kg): 2024, 2025 (Atleta: Uisma “Monstra”  Lima).[20]
- Campeão Intercontinental da IBF (categoria Super Welterweight -70 Kg): 2024 (Atleta: Uisma “Monstra”  Lima).[21]
- Campeão Nacional de Boxe Tailandês: 2012 (Atletas: Daniel Silva, Carla Pereira, Marcos Vieira e Sasha Pindrys).[22]